# Таинкин, Анатолий Анатольевич
Анатолий Анатольевич Таинкин (родился в Хабаровском крае, СССР) — советский и украинский борец греко-римского стиля, чемпион Мира среди молодёжи, неоднократный чемпион Украины, СССР, обладатель Кубка СССР и Кубка Мира, участник 15 - первенств СССР, в 7 из которых имел награды, основатель ветеранского движения греко — римской борьбы в Украине (1998 год).

## Биография
Родился 24 августа 1961 года в Хабаровском крае, СССР. Увлёкся классической борьбой и в 1973 году начал тренироваться в обществе «Динамо» города Астрахани у тренера Владимира Георгиевича Рязанова. В 1978 году переехал в Киев и продолжил тренировки у Заслуженного тренера СССР Игоря Александровича Кондрацкого. Чемпион СССР среди молодёжи (до 22-х лет) 1981 года. В составе сборной СССР - Чемпион Мира среди молодежи 1981 года Canada / Vancouver / . Неоднократный Победитель и Призёр Чемпионатов СССР. Обладатель Кубка Мира 1985 года Sweden / Lund / в личном и командном первенстве в составе сборной СССР. Чемпион Мира среди мастеров 1998 и 2000 годов в составе сборной Украины. В 33 года завершил активную спортивную карьеру и перешёл на тренерскую работу. По контракту работал в Китае, Казахстане, Латвии, Литве, Эстонии. На данный момент является — агентом клуба " Энглас " Тарту в Эстонии….

## Спортивные результаты
- Чемпионат СССР ( до 22 - х лет) 1981 года — 1
- Чемпионат Мира ( до 20 - и лет) 1981 года / Канада / — 1
- Молодёжные  Игры  СССР  ( до 22 - х лет) 1982 года  —  3
- Кубок Мира (командный и личный) 1985 года / Швеция / — 1
- Чемпионат СССР по классической борьбе 1984 года — ;
- Чемпионат СССР по классической борьбе 1985 года — ;
- Чемпионат СССР по классической борьбе 1986 года — ;
- Международный турнир на призы " Спорткомитета Украины " по классической борьбе 1982 года — 1
- Гран-при имени Ивана Поддубного по классической борьбе 1984 года — 1
- Poland Open памяти Пытлясинского по классической борьбе 1985 года — 1
- Международный турнир в Германии памяти Вернера Зеленбиндера по классической борьбе 1985 года — 1
- Международный турнир в Румынии имени Иона Корниану по классической борьбе 1984 года — 1
- Международный турнир в Сербии памяти Любомира Ивановича по классической борьбе 1984 года — 1